# 橋尾村
橋尾村（はしおむら）は、かつて愛知県八名郡に存在した村である。
大和村→一宮町を経て、現在の豊川市橋尾町に該当する。

## 歴史
- 1882年（明治15年）6月 - 豊津村の一部（橋尾）が、橋尾村として分立して発足。
- 1889年（明治22年）10月1日 - 町村制により、改めて橋尾村が発足。
- 1920年（大正9年）8月1日 - 豊津村と合併し、大和村が発足、同日橋尾村は廃止。